# Hoco unicorne
L'hoco unicorne (Pauxi unicornis) és una espècie d'ocell de la família dels cràcids (Cracidae) que habita la selva humida de la zona andina de Bolívia.

## Taxonomia
És una espècie monotípica, si bé Pauxi koepckeae, del Perú central, era considerat una subespècie d'aquest fins als treballs de Gastañaga et el 2011.